# Gimme Back
„Gimme Back“ je píseň britského multiinstrumentalisty Mika Oldfielda. Vydána byla jako jeho třicátý první singl v létě 1991 pouze pro německý trh.
Singl pochází z alba Heaven's Open, které vyšlo v únoru téhož roku. Písničku „Gimme Back“, stejně jako všechny písně na albu, zpívá sám Oldfield. Na B straně sedmipalcového singlu se nachází výňatek z alba Amarok, které Oldfield vydal v roce 1990. Další dvě varianty singlu, na dvanáctipalcové desce a na CD, se liší obsahem. Místo singlové verze písně „Gimme Back“ obsahují albovou verzi, a dále se na nich nachází dvě krátké části Amaroku.

## Seznam skladeb
7" verze
1. „Gimme Back“ (Oldfield) – 3:44
2. „Excerpt II from Amarok“ (Oldfield) – 3:22

12" a CD verze
1. „Gimme Back (Album Version)“ (Oldfield) – 4:09
2. „Excerpt II from Amarok“ (Oldfield) – 3:22
3. „Excerpt III from Amarok“ (Oldfield) – 9:30